# 리틀 니키
《리틀 니키》(영어: Little Nicky)는 2000년 개봉한 미국의 액션 다크 판타지 블랙 코미디 영화이다. 애덤 샌들러, 퍼트리샤 아켓, 하비 카이텔, 리스 이반스, 리스 위더스푼, 리스 이반스, 데이나 카비, 마이클 매키언 등이 출연하였고, 오지 오즈번, 댄 머리노, 헨리 윙클러, 칼 웨더스 등 다수의 카메오가 등장한다.

## 줄거리
사탄의 자식 중에 그나마 착한 마음을 가진 니키는 사탄의 본성을 빼닮은 다른 형제들과는 달리 지구와 지옥 사이의 중간자이다. 니키는 여러 번 죽음의 고비를 맞는 가운데 사랑을 깨닫게 된다.

## 출연진
- 애덤 샌들러 - 니키 역
- 퍼트리샤 아켓 - 밸러리 버랜 역
- 하비 카이텔 - 사탄 역
- 리스 이반스 - 에이드리언 역
- 톰 “타이니” 리스터 주니어 - 캐시어스 역
- 로드니 데인저필드 - 루시퍼 역
- 로버트 스마이글 - 미스터 비피 역 (목소리)
- 리스 위더스푼 - 천사 홀리 역
- 앨런 코버트 - 토드 역
- 조너선 로크런 - 존 역
- 피터 단테이 - 피터 역
- 블레이크 클라크 - 지미 역
- 케빈 닐런 - 스탠리 "팃헤드" 역
- 데이나 카비 - 화이트 듀밸 역
- 마이클 매키언 - 경찰서장 역
- 로라 해링 - 베러니크 던리비 부인 역
- 재키 샌들러 - 제나 역
- 제스 하넬 - 게리 더 몬스터 역 (목소리)

카메오
- 루이스 아켓 - 추기경 역
- 엘런 클레그혼 - 어머니 역
- 클린트 하워드 - 앤드루/니플스 역
- 존 러비츠 - 더 피퍼 역
- 댄 머리노
- 오지 오즈번
- 리지스 필빈
- 롭 슈나이더
- 프랭크 시베로
- 쿠엔틴 타란티노
- 빌 월턴
- 칼 웨더스
- 헨리 윙클러

## 반응
비평가들은 대체로 부정적으로 반응했으며 여러 코미디 영화 잡지와 전문지로부터 최악의 영화라는 혹평을 받았다. 리뷰 애그리게이터 웹사이트 로튼 토마토의 긍정 반응 또한 22%에 그쳤다. 2001년 제21회 골든 라즈베리상 최악의 영화상 후보에 올랐으며 주연 애덤 샌들러는 최악의 남자 배우 후보에 지명되었다. 오늘날에는 저평가된 영화로 재평가하는 시각도 있다.

## 우리말 녹음
SBS 성우진 (2006년 2월 19일)
- 김일 - 니키(애덤 샌들러)
- 차명화 - 밸러리(퍼트리샤 아켓)
- 김환진 - 사탄(하비 카이텔)
- 유해무 - 버피(로버트 스마이글)
- 김영진 - 캐시어스(톰 "타이니" 리스터 주니어)
- 성완경 - 에이드리언(리스 이반스)
- 김용식 - 지미(블레이크 클라크)
- 엄상현 - 토드(앨런 코버트)
- 원호섭 - 사탄 조부
- 엄태국 - 피터(피터 단테이)
- 이진화 - 여천사(리스 위더스푼)
- 박웅선 - 존(조너선 로크런)
- 배주영 - 제나(재키 샌들러)